# Сильченко, Анна Никитична

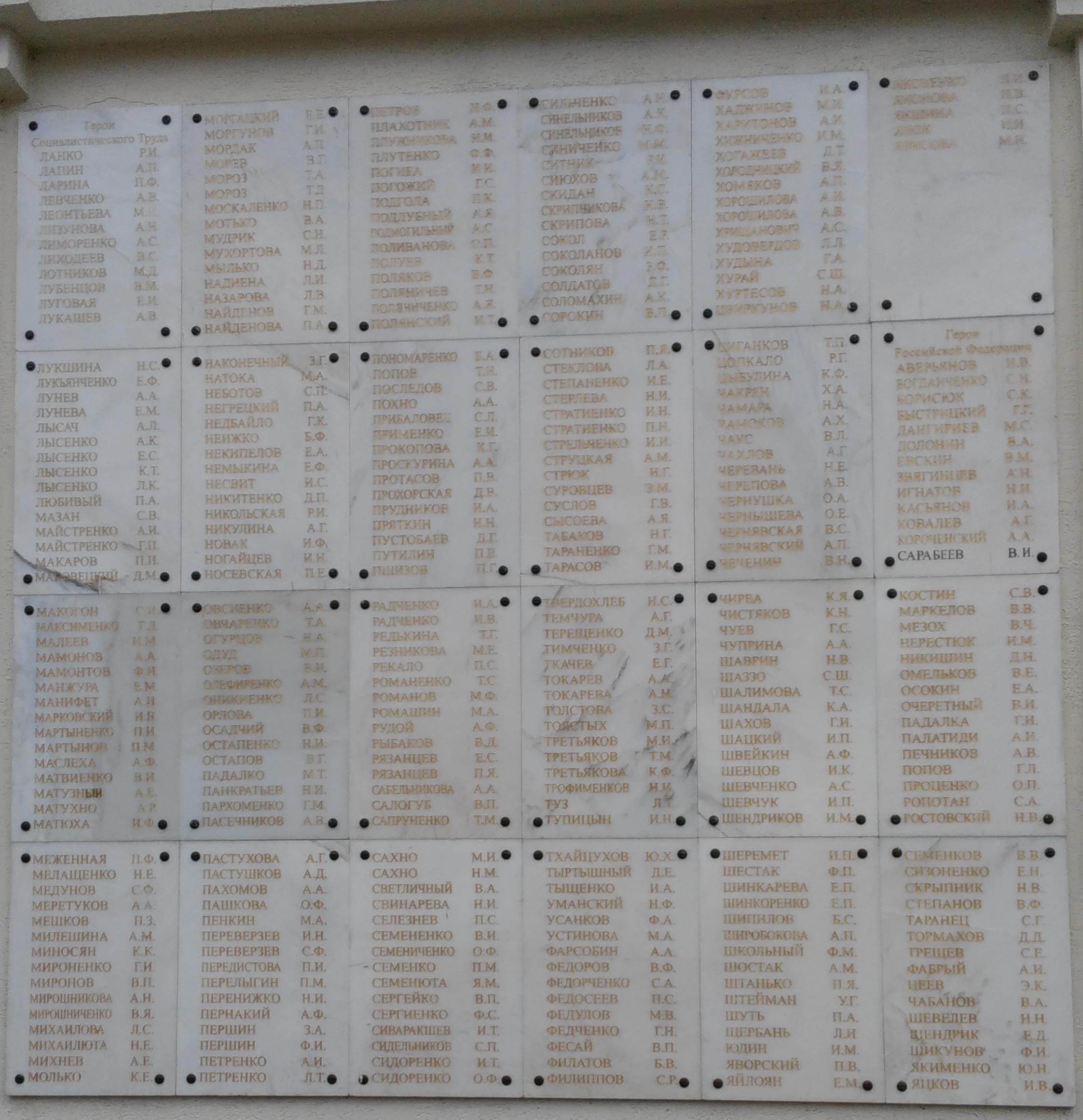
Мемориальная доска с именами Героев Социалистического Труда Кубани и Адыгеи. Краснодар, 2017.

Анна Никитична Сильченко (28 ноября 1907 — 1977) — Звеньевая колхоза «Украина» Абинского района Краснодарского края. Герой Социалистического Труда (6 мая 1948 года).

## Биография
Родилась 28 ноября 1907 года на хуторе Ястребовском Кубанской области ныне Крымского района в семье крестьянина.
С 1918 года начала трудовую деятельность в родном хуторе, работая в сельском хозяйстве. В 1929 году вступила в организованный на хуторе колхоз. В период немецкой оккупации с августа 1942 по март 1943 года переживала ужасы с малолетним сыном. На её глазах немцы избивали её сына за порыв немецкой телефонной связи. Пережила все трудности оккупации.
При восстановлении колхоза «Украина» в 1943 году была назначена звеньевой. За получение хорошего урожая в 1946 году была награждена медалью «За трудовую доблесть». В колхозе её звено имело закрепленной площади 22 га пшеницы, урожайность до 30 ц с га, 5 га ячменя, тоже хороший урожай, 10 га кукурузы – по 40 ц с 1 гектара, 2 га зеленого горошка, 5 га подсолнечника и 10 га помидор.
За получение высоких урожаев пшеницы и кукурузы (32,11 центнеров пшеницы с гектара на площади 8 гектаров) при выполнении колхозом обязательных поставок сельскохозяйственной продукции А. Н. Сильченко удостоена высокого звания Героя Социалистического Труда, указом Президиума Верховного Совета СССР от 6 мая 1948 года с вручением ордена Ленина и золотой медали «Серп и молот».
В 1948 году переехала с Абинского в Крымский район и поступила на работу в колхоз «Дружба», где проработала до выхода на пенсию по состоянию здоровья в 1955 году.
В 1970 году была награждена медалью «За трудовую доблесть».
Умерла в 1977 году в Крымском районе.

## Награды
- Золотая медаль «Серп и Молот» (6 мая 1948 года)
- Орден Ленина (6 мая 1948 года)
- медаль «За трудовую доблесть» (1946)
- медаль «За трудовую доблесть» (1970)
- Медаль «В ознаменование 100-летия со дня рождения Владимира Ильича Ленина» (6 апреля 1970)

## Память
- Её имя увековечено на мемориальной доске на площади Жукова в Краснодаре.
- На могиле Героя установлен надгробный памятник.